# Metis Di Meo
Metis Di Meo (Roma, 9 dicembre 1986) è una conduttrice televisiva, attrice, autrice televisiva e giornalista attivista italiana.

## Biografia
Diplomata al liceo classico, ha studiato al DAMS. Inizia a recitare a teatro all'età di dieci anni; a sedici anni inizia a lavorare come presentatrice e autrice televisiva in varie emittenti locali.
Dal 2005 è autrice e conduttrice di Mixing, talk show d'attualità, con l'avvocato Nino Marazzita su T9, e il Seven Show per Europa 8 con Antonio Stornaiuolo. Lavora come attrice, testimonial e fotomodella per servizi pubblicitari, spot e campagne nazionali ed internazionali, fra cui lo spot Cadbury del regista Jonathan Glazer. Inoltre posa diversi anni per fotoromanzi Lancio e per la rivista Cioè.
È stata conduttrice, autrice e direttrice artistica di vari festival e si occupa della direzione artistica del Festival Internazionale del film corto Tulipani di Seta Nera, di Rai Cinema, che ha condotto con Giancarlo Magalli e Franco di Mare. Conduce il premio della Critica Sociale collegato presso la Festa del Cinema di Roma. Si occupa della manifestazione Blue Sea Land, promosso dal Ministero degli Esteri. È testimonial e conduttrice dell'associazione Donne al Centro, per la quale conduce convegni, incontri ed eventi.
Dal 2005 al 2007 collabora a Domenica in con Massimo Giletti in veste di intervistatrice, a cui seguiranno altre esperienze simili in programmi come Mi fido di te con Fabrizio Frizzi, Bombay di Gianni Boncompagni con Fattore C e Ciao Darwin con Paolo Bonolis e Luca Laurenti. Nel 2007 diviene conduttrice per la rete delle Autostrade Italiane, Infomoving, annunciando il telegiornale e conducendo programmi come Stop and Go. Su Italia 1 conduce Talent1 Night, la notte dei talenti il Capodanno 2008; nel 2008 conduce con Tommy Vee e Ciccio Valenti Talent1 su Italia 1. Collabora come autrice alla creazione di Italia2, rete del gruppo Mediaset. A seguire lavora come conduttrice per la società americana Telemedia, lavorando fra New York e Budapest, in programmi come Quiz Line e Quizzissimo, programmi per gli italiani nel mondo. Nel 2009 partecipa come concorrente alla quinta edizione di Ballando con le stelle, ballando insieme al partner professionista Simone Di Pasquale. Conduce con Pippo Baudo il festival ed l'evento Rai Gran Galà del Made in Italy.
Ha inoltre recitato in varie fiction televisive, fra cui Don Matteo, Caterina e le sue figlie e Ho sposato uno sbirro, oltre che in alcune produzioni cinematografiche come Oltre la Quarta Dimensione, Maschi contro femmine nel 2010 e Femmine contro maschi nel 2011. Nel 2011 conduce il programma Social King al fianco di Livio Beshir su Rai 2. Con Monica Marangoni è la conduttrice dello Show di Rai1 Ci tocca anche Sgarbi, protagonista Vittorio Sgarbi con Morgan.
Dal 2012 ad oggi è conduttrice di dirette, servizi e rubriche per la mattina di Rai Uno, Unomattina e Unomattina Estate. Nell'estate 2012 è l'inviata a Londra di Unomattina estate in vista dei giochi olimpici. Nella stagione 2012-2013 è nel cast di Unomattina Storie Vere, condotto da Savino Zaba e Georgia Luzi.
Nel 2013 ha ideato scritto e condotto per la prima serata di Rai 5 il programma Lezioni di Bon Ton, regia di Andrea Conte, videotutorial dedicato ai modi di vivere ed alle buone maniere, premiato come programma di qualità con la Conchiglia Moige 2013. Nel 2013 è inviata per il programma estivo di Rai 1 Ciao come stai?, condotto da Ingrid Muccitelli. Nel 2013-2014 è in diretta in giro per l'Italia per Unomattina Verde, con Massimiliano Ossini e Elisa Isoardi. Dal 2014 collabora a Buongiorno Benessere, programma di Rai 1 con Vira Carbone. Nel 2014-2015 è inviata di A conti fatti, Rai 1. Nel 2015 collabora al programma Sapore di Sole di Rai 1. Nel 2015-2016 è inviata di Cronache Animali su Rai 2. Dal 2015 collabora con Il Caffè di Raiuno di Andrea Di Consoli.
Dal 2015 ad oggi si occupa di seguire gli approfondimenti di musica, cinema, teatro e televisione con Unomattina. Nell'estate 2015 conduce con Claudia Andreatti e Samanta Togni, Viaggio in Italia all'interno del programma Effetto Estate di Rai 1. Nel 2016 e 2017 conduce con Gianmaurizio Foderaro le anticipazioni del Festival di Sanremo per Rai 1. Nell'estate 2016 segue i campioni dello sport in preparazione delle Olimpiadi di Rio 2016, realizzando la rubrica Rio 2016 per Rai 1. Nel 2017 conduce con Umberto Broccoli per Rai 1 dal lunedì al venerdì alle 11 del mattino, il programma Pick Up - Storie a 45 giri, un viaggio nella storia della musica fra curiosità, personaggi, approfondimenti.
Dal 2017 conduce Easy Driver con Veronica Gatto. Nell'estate 2018 conduce Vale il viaggio all'interno di Unomattina Estate, Rai 1, con il giornalista Francesco Gasparri.
Nel 2018 conduce, per Rai 3, la 29ª edizione di Musicultura, con Gianmaurizio Foderaro e Jonh Vignola.
Nel 2019 è ideatrice, autrice e conduttrice del format Il nostro capitale umano su Rai2 con la regia di Andrea Conte, un viaggio nel mondo del lavoro in Italia. Il programma, è patrocinato dal Ministero del lavoro e delle politiche sociali, dal  Ministero dell’Ambiente e della Tutela del Territorio e del Mare e dal Ministero delle politiche agricole alimentari e forestali
Premiato dal Moige come programma di qualità dell'anno 2020 con il Premio Moige dall’Osservatorio dei Media Italiano, nella sua seconda edizione è andato in onda sempre il sabato mattina su Rai2.
Dal 2012 al 2022 è conduttrice di dirette, servizi e rubriche per la mattina di Rai Uno, Unomattina e Unomattina Estate. Dal 2021 conduce Linea verde Estate in coppia con Marco Bianchi. É autrice di documentari e serie come "Azzurro Shocking, come le donne si sono riprese il calcio"  docu evento in prima serata su Rai1 nel 2022 che l'anno successivo trionfa al BANFF come miglior documentario sportivo. Nel 2023 ha realizzato, come autrice e conduttrice, "Testimoni di Pace" per Rai 3, un percorso nella memoria attraverso le voci di chi ha vissuto le conseguenze della guerra con ospiti personaggi come Francesco Pannofino e Asia Argento. Per Rai Play e Rai Italia ha ideato, scritto e condotto "Italia on the Road con Metis Di Meo" un game travel che rende protagonisti i luoghi dell’immenso patrimonio artistico, storico e naturalistico italiano in collaborazione con Aci, Anas e Dr Auto. Nel 2024 è autrice e conduttrice di Metropolis, Urban Art Stories, docu serie sul tema della creatività urbana.
Lavora come consulente, autrice e creativa per mediacompany ed aziende che si occupano di intrattenimento e didattica per ragazzi, come  Rai Creativa, Italia2, Enlight, Alfapark, Lilith Factory.

## Filmografia
- Oltre la quarta dimensione (1996)
- Solo 3 ore - cortometraggio (2007)
- Caterina e le sue figlie 2 - serie TV (2007)
- Don Matteo 6 - serie TV (2008)
- Ho sposato uno sbirro - serie TV (2008)
- Don Matteo 7 - serie TV (2009)
- Maschi contro femmine, regia di Fausto Brizzi (2010)
- Femmine contro maschi, regia di Fausto Brizzi (2011)

## Programmi TV
- Domenica in (Rai 1, 2005-2006)
- Mixing (T9, 2005-2006)
- Fattore C (Canale 5, 2007)
- Ciao Darwin (Canale 5, 2007)
- Talent1 Night, la notte dei talenti (Italia 1, 2007-2008)
- Talent1 Player (Italia 1, 2008)
- Seven show (Europa 7, 2008)
- Quizzissimo (Gold, 2008)
- Ballando con le stelle (Rai 1, 2009) concorrente
- Gran Galà del Made in Italy (Rai 1, 2009)
- Social King (Rai 2, 2010-2011)
- Ci tocca anche Sgarbi (Rai 1, 2011)
- Unomattina (Rai 1, dal 2012 ad oggi) inviata
- Storie italiane (Rai 1,  2012/2014) inviata
- Lezioni di Bon Ton  (Rai 5, 2012-2013)
- Unomattina Verde (Rai 1, 2012-2013) inviata
- A conti fatti (Rai 1, 2014-2015) inviata
- Buongiorno benessere (Rai 1, 2014-2018) inviata
- Effetto Estate (Rai 1, 2015) inviata
- Pick Up - Storie a 45 giri (Rai 1, 2017)
- Il Caffè di Raiuno (Rai 1, 2015-2018)
- Easy Driver (Rai 1, 2017-2018)
- Musicultura (Rai 3, 2018)[3]
- Festival Tulipani di Seta Nera (Rai 1, 2019)
- Il nostro capitale umano (Rai 2, 2019-2020)
- Linea verde Estate (Rai 1, dal 2021)
- AugureRai (Rai 2, 2021)
- Azzurro Shocking, come le donne si sono riprese il calcio (Rai1,2022)
- Testimoni di Pace, Rai3 (2023)
- Italia on the Road con Metis Di Meo, Rai Play e Rai Italia (2023-24)
- Metropolis, Urban Art Stories, Rai Play (2024)